# Quercusia depuncta
Quercusia depuncta är en fjärilsart som beskrevs av Barend J. Lempke 1955. Quercusia depuncta ingår i släktet Quercusia och familjen juvelvingar. Inga underarter finns listade.